# Canal de Pont-de-Vaux
Le canal de Pont-de-Vaux est un petit canal de 3 km de long qui relie directement Pont-de-Vaux à la Saône en évitant les méandres de son affluent la Reyssouze.
Le port de Pont-de-Vaux est aménagé à la jonction du canal et de la Reyssouze.

## Histoire
Le projet est confié par le roi Louis XVI à l'ingénieur et architecte Léonard Racle. Les travaux commencent sous sa direction en 1783 et sont interrompus sous la Révolution. Ils reprennent en 1810 sous l'Empire et sont achevés en 1827.
Il avait été imaginé à cette époque que ce canal pourrait être prolongé jusqu'à la rivière d'Ain, mais cela n'a jamais été réalisé.